# Der Bockerer III – Die Brücke von Andau
Der Bockerer III – Die Brücke von Andau ist ein österreichischer Spielfilm aus dem Jahr 2000 von Franz Antel. Es handelt sich um den dritten Teil der Der Bockerer-Reihe. Im Mittelpunkt des Films steht der Ungarische Volksaufstand von 1956.

## Handlung

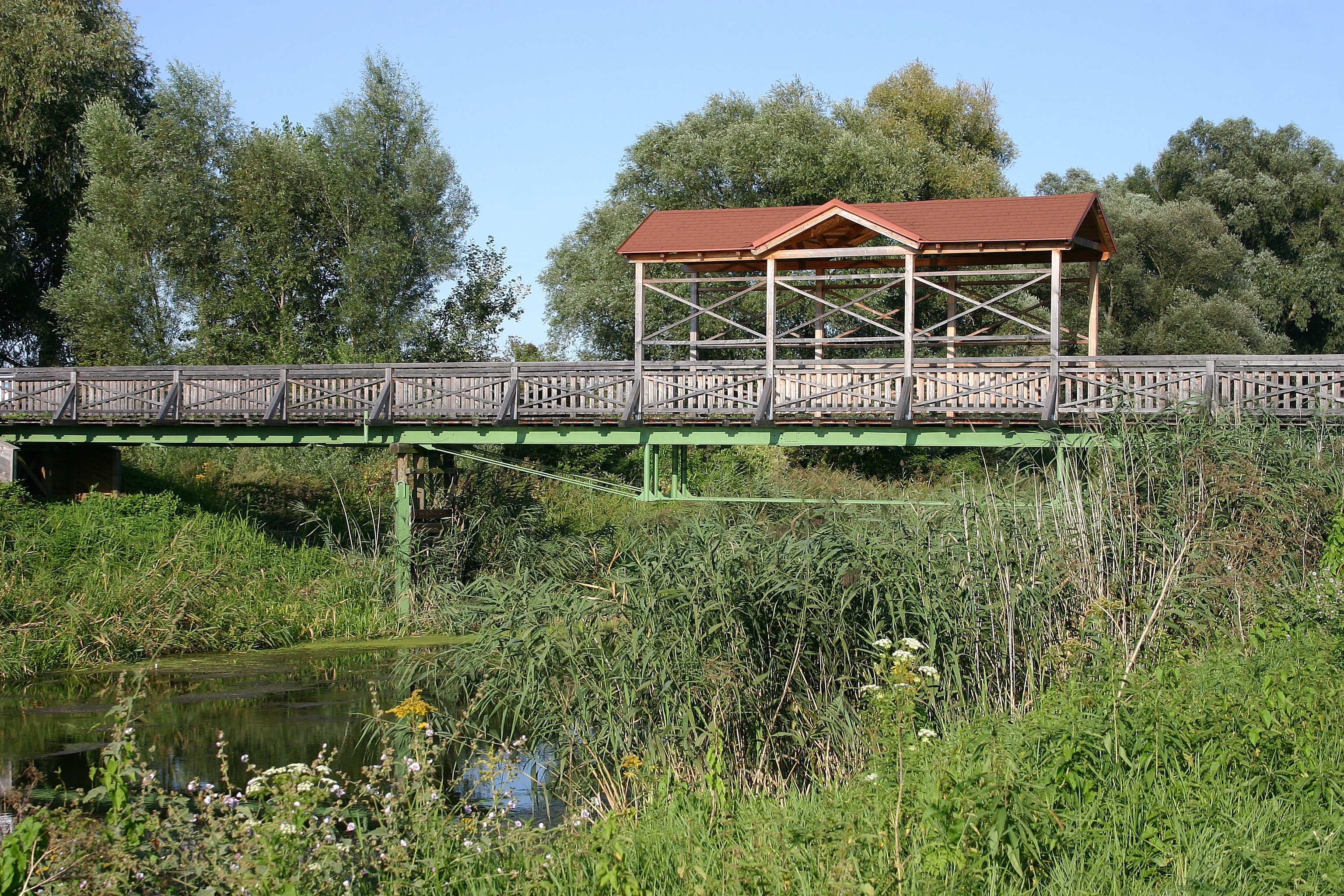
Detailaufnahme Brücke von Andau

Der Bockerer III spielt im Jahre 1956. Die Alliierten sind abgezogen, Österreich ist wieder frei. Karl Bockerer muss jedoch den Tod seiner Ehefrau Sabine verkraften. Seine alte Bekannte Anna führt ihm den Haushalt, sein Enkel Karli arbeitet in seiner Fleischerei mit, und sein Ziehsohn Gustl kehrt mit seiner Ehefrau Elena aus Westösterreich nach Wien zurück. 
Karl Bockerer schickt Gustl, Karli und seinen Angestellten Fritzl nach Ungarn, um Fleisch einzukaufen. Ungarn ist noch in der Hand der sowjetischen „Befreier“. Bockerers Kühlwagen und Fleisch werden von sowjetischen Truppen beschlagnahmt. Gustl und Karli bleiben in Budapest, während Fritzl seinem Chef die Hiobsbotschaft überbringt. Karli wird einstweilen in den Kampf der Ungarn um ihre nationale Unabhängigkeit (siehe Ungarischer Volksaufstand) verwickelt, indem er sich, von der jungen Ungarin Ilona motiviert, in seinem jugendlichen Idealismus den Demonstranten anschließt. Bockerer reist selbst nach Budapest und kann bei einem alten Bekannten, Oberst Nowotny von der Roten Armee, der einst aus Wien in die Sowjetunion emigriert war, die Freigabe seines Wagens und Fleisches erreichen, doch gleich darauf werden sie erneut beschlagnahmt, diesmal von den Aufständischen. Bockerer kann bei Ilonas Vater, Offizier der ungarischen Armee und einem Anführer der Aufständischen, die Herausgabe erreichen. Oberst Nowotny begibt sich zu den Aufständischen, um sie vor dem bevorstehenden sowjetischen Militäreinsatz zu warnen, und wird daraufhin von der Roten Armee als Deserteur gesucht. Bockerer, Gustl und Karli treten mit Nowotny, den sie im Kühlwagen verstecken, die abenteuerliche und gefährliche Heimreise an, doch unterwegs beschließt Karli, allein nach Budapest zurückzukehren, um die Aufständischen weiter zu unterstützen. Während dieser Ereignisse reist die besorgte Elena mit Bockerers altem Freund Hatzinger nach Ungarn, um ihren Ehemann zu suchen, kommt jedoch nicht weit und kehrt nach Österreich zurück.      
In Budapest demonstriert die Bevölkerung auf den Straßen und fordert den Abzug der sowjetischen Truppen. Plötzlich rollen die Panzer der Sowjetarmee, und der anfangs so erfolgreiche Widerstand der ungarischen Freiheitskämpfer bricht zusammen. Die Grenzen werden dicht gemacht. Mehr als 200.000 Ungarn befinden sich auf der Flucht vor der Roten Armee. Nur ein einziger Weg in die Freiheit ist noch offen. Er führt über die Brücke von Andau nach Österreich. Sie wird gesprengt, doch Bockerer, seine Begleiter und Aufständische können sie reparieren und so ihre Flucht fortsetzen. Zurück in Wien erfährt Bockerer von der nach Österreich geflohenen Ilona, dass Karli bei den Kämpfen gegen die Rote Armee gefallen ist.

## Hintergrund
1956 kamen mehr als 70.000 Ungarn über die Brücke von Andau, die über den Einser-Kanal führt, nach Österreich.
Der in Andau lebende Maler Paul Gruber machte Franz Antel auf das Buch Die Brücke von Andau des amerikanischen Autors James A. Michener aufmerksam, aus dem Antel manche Anregungen für seinen Film bezog. Wie schon bei den Vorgängern lehnte das Filminstitut eine finanzielle Beteiligung ab. Als Begründung wurde unter anderem angeführt, die dargestellte Arrangementfähigkeit des Bockerer werde nicht als vorbildwirksames Prinzip empfunden. Doch die Bundesländer Wien, Niederösterreich, das Burgenland, der ORF, Landeshauptmann Karl Stix und Bundeskanzler Viktor Klima sicherten schließlich die Finanzierung des Projekts. 
Die Brücke war bereits 1996 als Zeichen der Freundschaft aus ungarischem Holz von österreichischen Pionieren neu aufgebaut worden. Damit für die Filmarbeiten schweres Gerät hin und her transportiert werden konnte, musste zusätzlich eine eigene Pontonbrücke aufgebaut werden. Als junges Liebespaar engagierte Antel Volker Schmidt aus Graz und als seine Partnerin, ausgewählt unter einem Dutzend Budapester Nachwuchsschauspielerinnen, Katalin Szántó.
Da István Szabó gerade in Budapest einen Film mit Panzern drehte, verpflichtete Antel ihn und seine Produktionsfirma als Filmpartner, wodurch auch für Bockerer III der realistische Einsatz von Panzern gesichert war.
Große Teile des Filmes wurden an Originalschauplätzen gedreht, so die Kampfszenen in Budapest und die Szenen am Standort der Brücke in Andau, wofür die kurz davor wiedererrichtete Brücke in einen kriegsähnlichen Zustand versetzt wurde.
Bei der Premiere im Gartenbaukino wurde der Regisseur vom Publikum mit minutenlangen Standing Ovations gefeiert. Anschließend gab es eine Premierenfeier im Wiener Rathaus. An den Kinokassen zählte der Film gleich am ersten Wochenende 10.000 Besucher.

## Bildgalerie

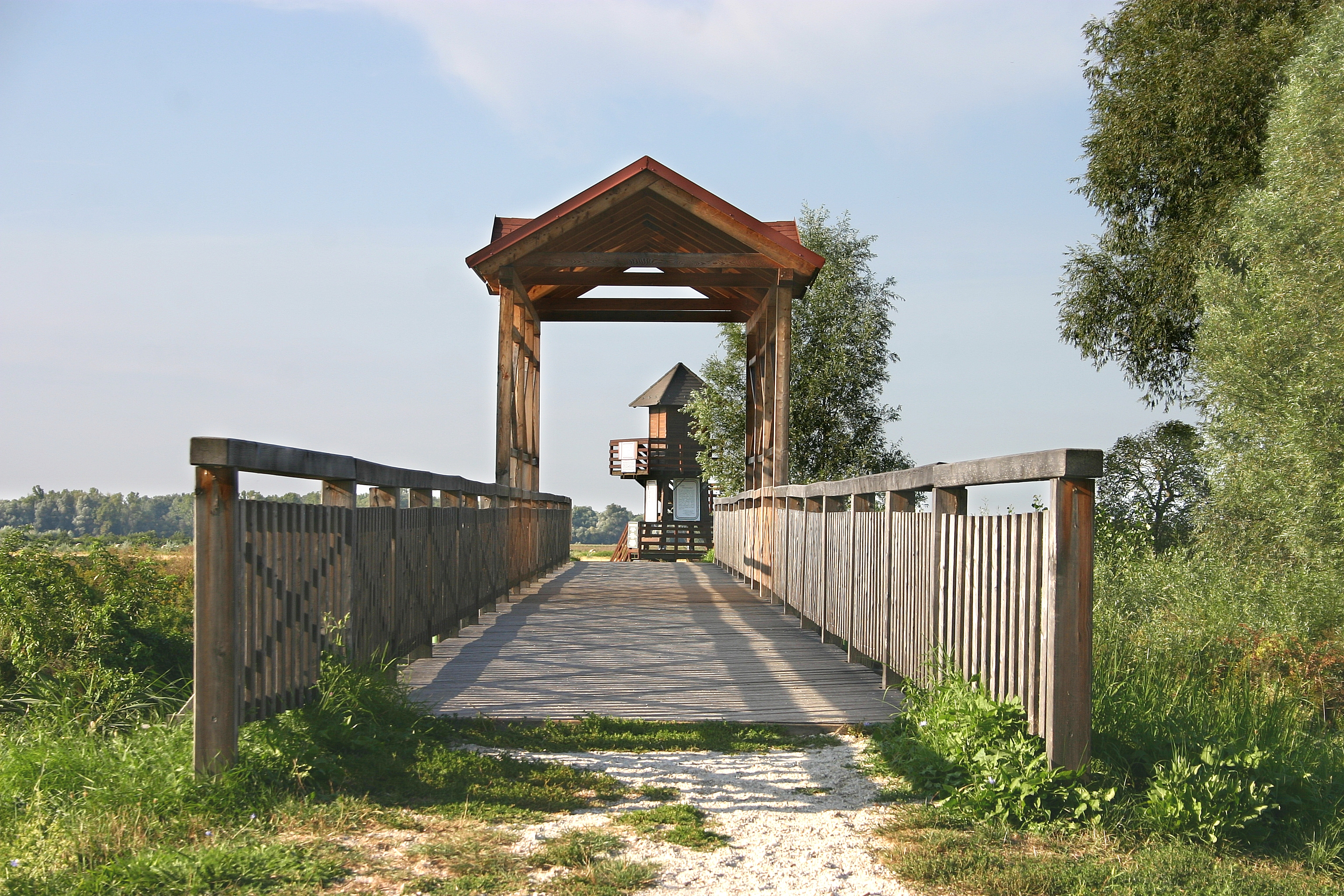
In diese Richtung flüchteten mehr als 70.000 Ungarn nach Österreich
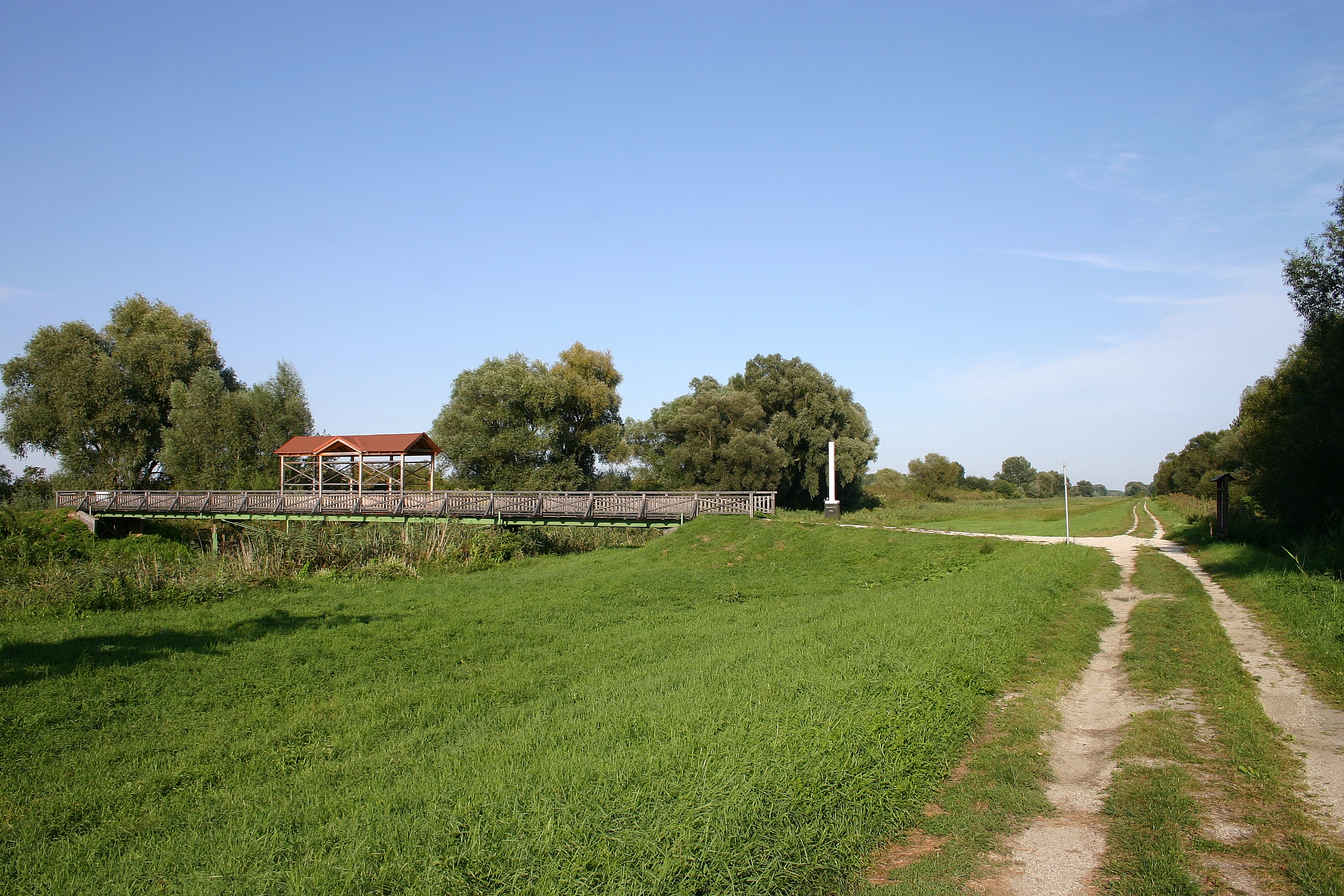
Grenzstreifen bei der Brücke von Andau mit dem Einser-Kanal
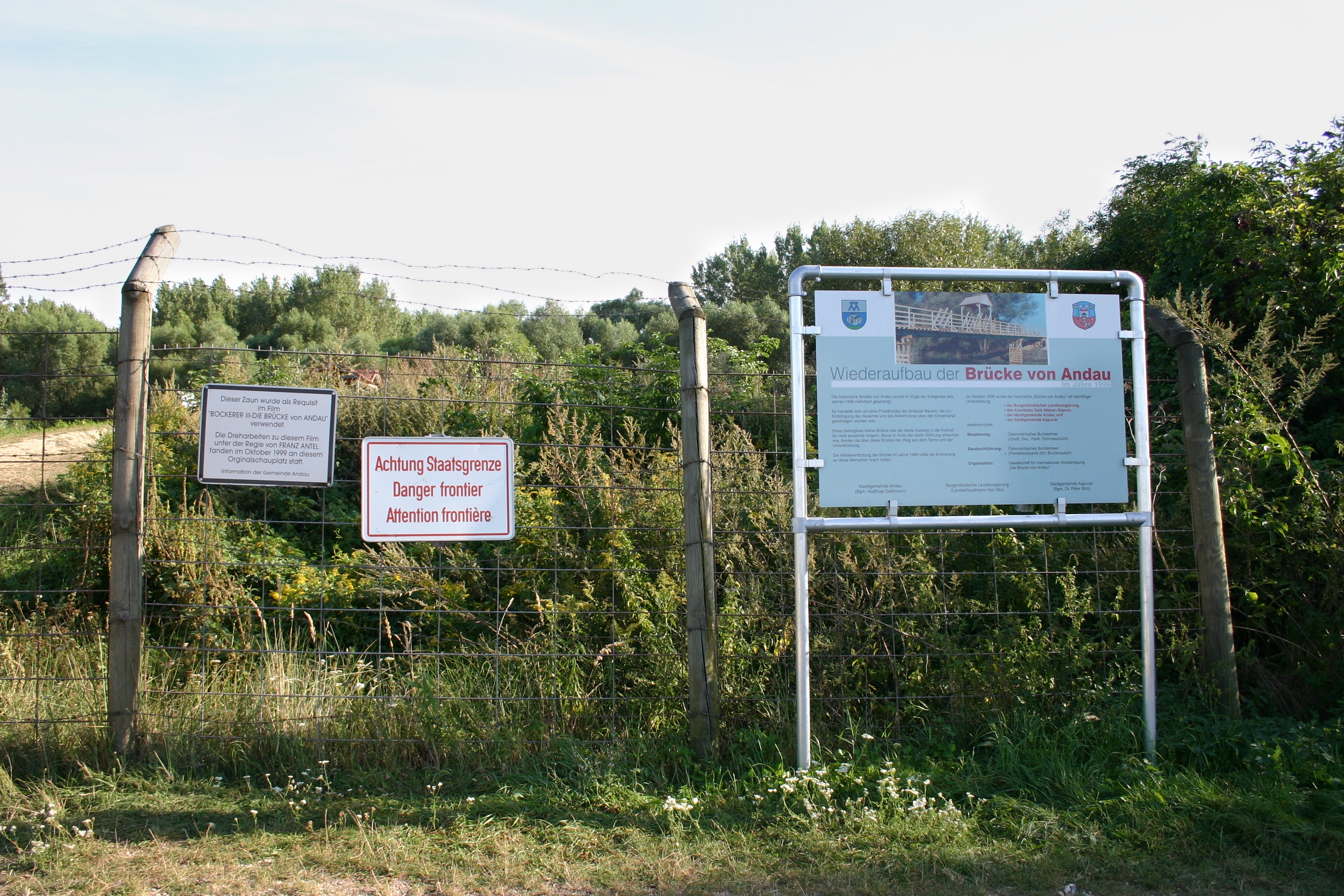
Diese Tafeln erinnern an die Dreharbeiten von 1999 zum Film
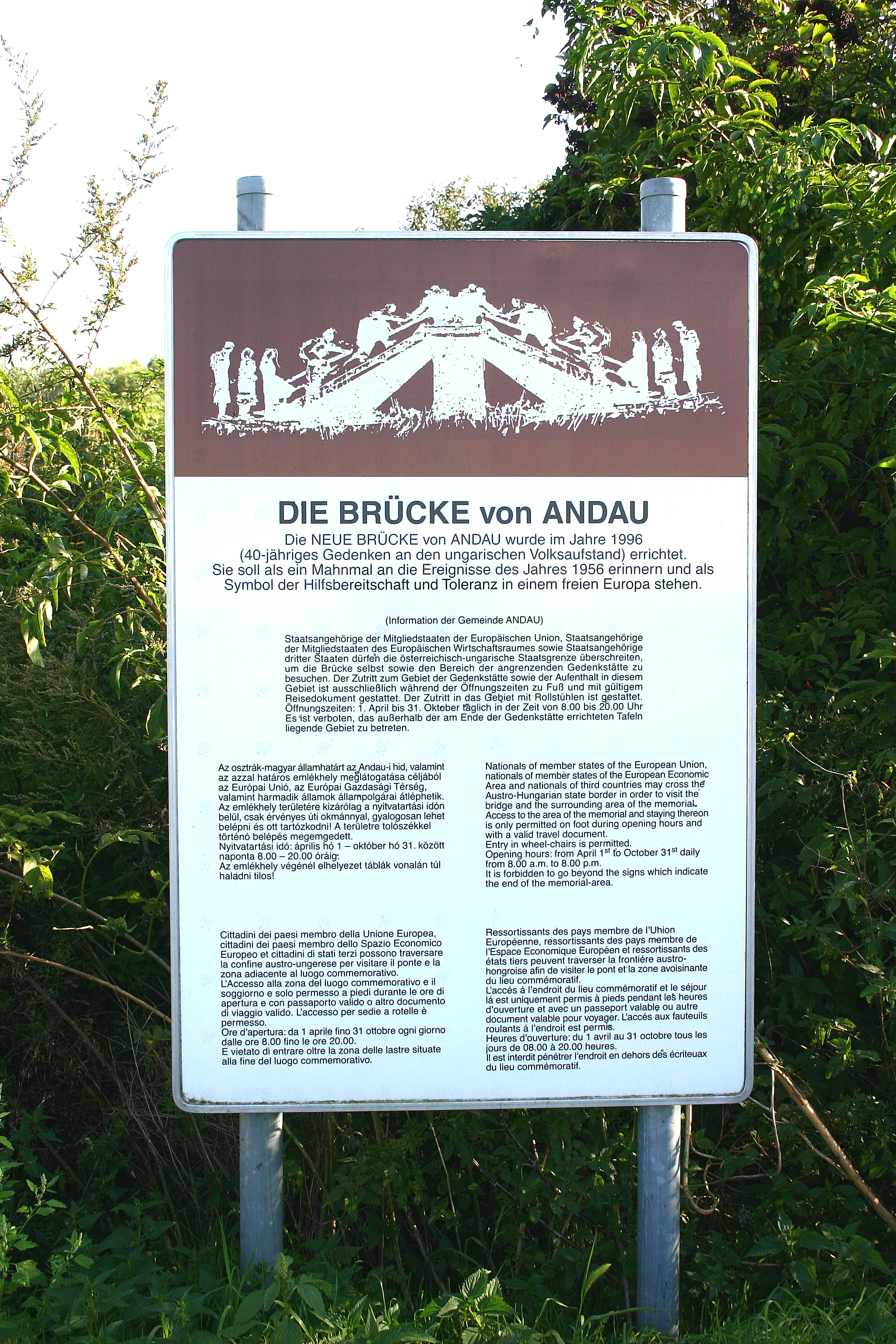
Gedenktafel bei der Brücke von Andau